# Charles Molyneux (3e comte de Sefton)
Charles William Molyneux, 3e comte de Sefton (10 juillet 1796 - 2 août 1855), titré vicomte Molyneuxjusqu'en 1838, est un homme politique britannique whig.

## Biographie
Sefton est le fils aîné de William Molyneux (2e comte de Sefton), et de Maria Margaret, fille de William Craven (6e baron Craven).
Il est élu au Parlement pour Lancashire South en 1832, un siège qu'il occupe jusqu'en 1835. En 1838, il succède à son père dans le comté, hérite de Croxteth Hall et prend son siège à la Chambre des lords. Entre 1851 et 1855, il est Lord Lieutenant du Lancashire.
Lord Sefton épouse Mary Augusta, fille de Robert Gregg-Hopwood, en 1834. Ils ont plusieurs enfants. Il meurt en août 1855, âgé de 59 ans, et est remplacé par son fils aîné, William Molyneux (4e comte de Sefton).